# Грини (заповедник)
Гри́ни (латыш. Grīņi, Grīņu rezervāts) — заповедник, расположен в Южно-Курземском крае Латвии, на берегу Балтийского моря.

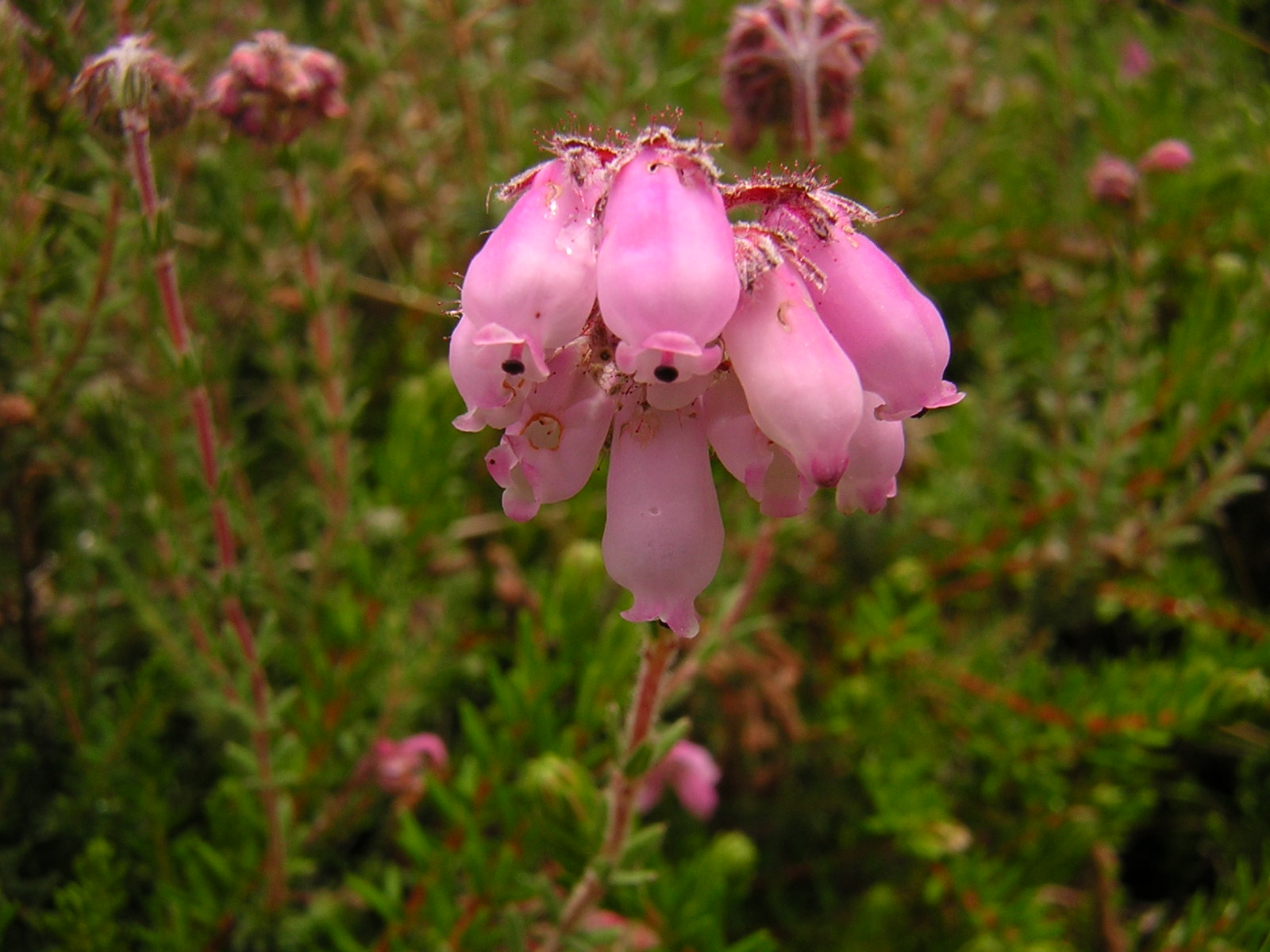
Болотный вереск (Eríca tetrálix)

Заповедник основан в 1936 году, его площадь 1076 га (1063 га покрыты лесами). Климат заповедника приморский, с прохладным летом и относительно мягкой зимой. Среднегодовая температура 6,5 °C, средняя температура июля 16 °C, января −3 °С; годовое количество осадков 600—800 мм. Заповедник служит для изучения своеобразного биогеоценоза Балтийского побережья и уникального места произрастания болотного вереска. Примерно 80 % заповедника покрыто сосновым и берёзовым редколесьем со сплошным кустарничковым или травянистым покровом. Такой тип растительного покрова носит местное название гринис (отсюда название заповедника). В зависимости от микрорельефа различают два вида гриниса: сфагново-вересковый (на повышенных участках) и осоково-молиниевый (на пониженных участках, покрытых кочками). В сфагново-вересковом гринисе древесный ярус образован соснами, нижний ярус — сплошным покровом вереска, ксерофитных лишайников и гигрофитных мхов, подлесок отсутствует. В осоково-молиниевом гринисе древесный ярус тоже формируют сосны, но со значительной примесью берёзы, местами развит подлесок из ивы, со вкраплениями крушины и можжевельника. Между кочками обычны осоки, подмаренник болотный, вербейник иволистный, сивец луговой, молиния.